# Demetrio Paolin
Demetrio Paolin (Canelli, 23 agosto 1974) è uno scrittore italiano.

## Biografia
Cresciuto a Castell'Alfero (AT), vive e lavora a Torino.
Ha pubblicato poesie, saggi, racconti e romanzi.
Ha collaborato con il Corriere della Sera, collabora con i quotidiani il manifesto e Il Foglio; collabora inoltre con la rivista La Ricerca della casa editrice Loescher. Fa parte della redazione di Lettera Zero.
Alcuni suoi saggi e racconti sono apparsi su Nuovi Argomenti, Nuova Prosa, Nazione Indiana e effe – Periodico di Altre Narratività.
Il suo romanzo Conforme alla gloria è stato selezionato tra i dodici finalisti per il Premio Strega 2016, è stato finalista al Premio Tropea 2016 e vincitore del Premio Letterario “Subiaco Città del Libro”.
Ha insegnato scrittura creativa presso la Scuola Holden di Torino e la Bottega di narrazione di Milano. Dal 2018 è responsabile della collana digitale di narrativa Laurana Reloaded di Laurana Editore.

## Opere
- 2003, Mi sono suicidato di già, Stylos ISBN 8887775206
- 2005, Il pasto grigio, Untitled Ed. ISBN 8860240026
- 2008, Una tragedia negata –  il racconto degli anni di piombo nella narrativa italiana, Il Maestrale ISBN 8889801379
- 2009, Il mio nome è Legione, Transeuropa ISBN 9788875800512
- 2011, La seconda persona, Transeuropa ISBN 9788875801304
- 2013, Tra memoria e finzione. Gli anni di piombo nella letteratura, in Rivista di politica (RdP) [trimestrale di studi, analisi e commenti] , n. 2(apr.-giu.) 2013, p. 187-192
- 2014, Non fate troppi pettegolezzi, LiberAria ISBN 889708978X
- 2016, Conforme alla Gloria, Voland ISBN 8862431953
- 2019, Lo stato dell'arte, Autori Riuniti ISBN 8831968076
- 2020, Anatomia di un profeta, Voland ISBN 8862434014
- 2023, Il bisogno e la necessità, Tetra ISBN 9791280917201